# Kuy-e Sazman-e Barnameh
Kuy-e Sazman-e Barnameh est un quartier du nord-ouest de Téhéran, la capitale de l’Iran.